# Manuel de Porras

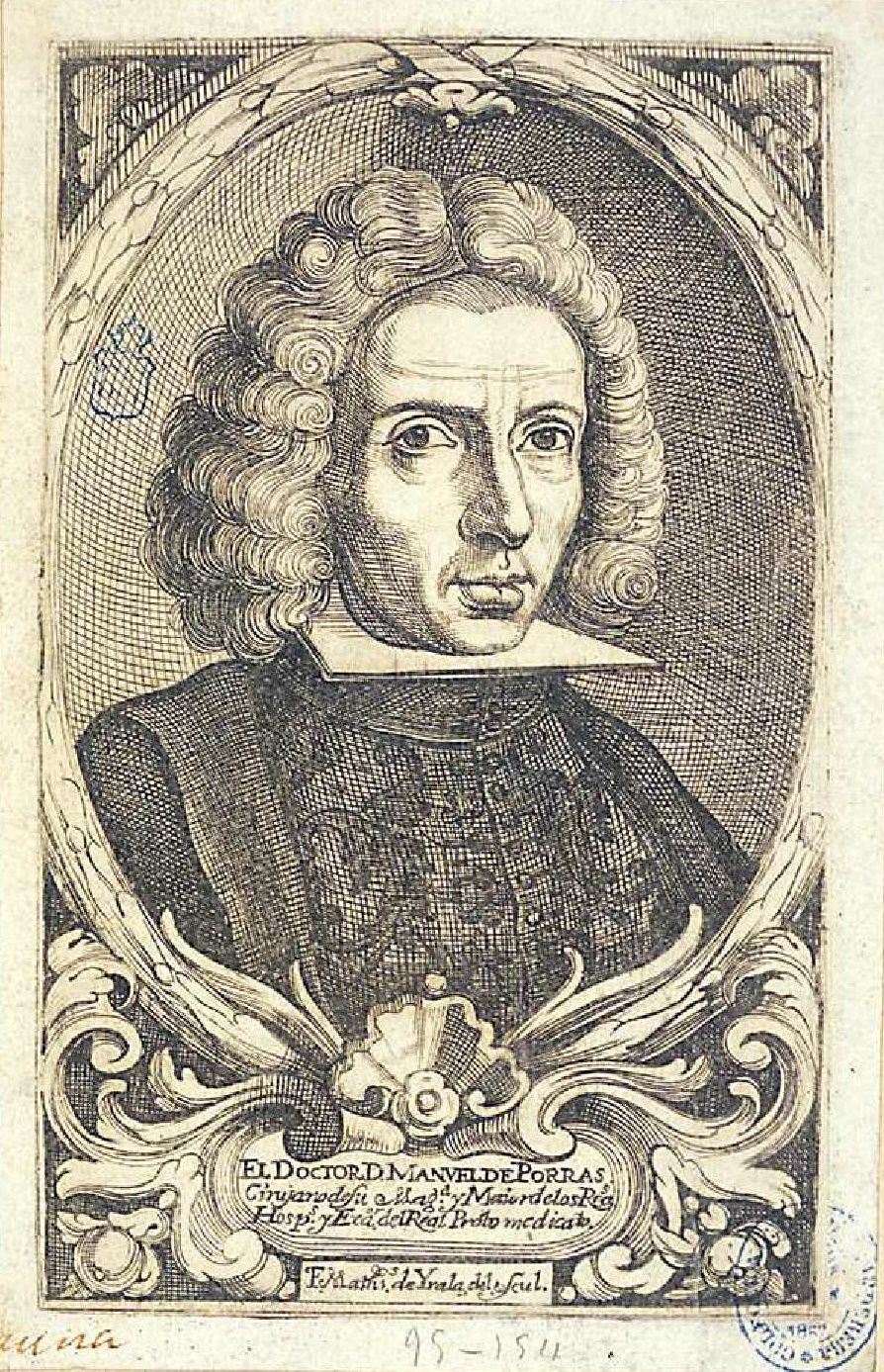
Matías de Irala: Retrato del doctor Manuel de Porras aparecido al frente de su Anatomía galénico-moderna, Madrid, 1733

Manuel de Porras, médico español, cirujano de cámara del rey Felipe V, fue autor de dos tratados médico-anatómicos destinados a la formación de los futuros cirujanos.
Cirujano de su majestad y de los hospitales de la corte y examinador del protomedicato, había fallecido en 1733 cuando sus herederos sacaron la segunda impresión de su Anatomía galénico-moderna.
Diego Mateo Zapata, fundador y presidente de la Regia Sociedad Médica de Sevilla —o Academia Médico-Química— aprobada en la década de 1690 por Carlos II, introductor en España de las principales novedades médicas que corrían por Europa y que había reunido en Madrid una nutrida biblioteca con las obras de Gassendi, Bayle, Malpigio y otros muchos, se declaraba en la aprobación del último de los libros de Porras, la Anatomía galénico-moderna, su afectuoso maestro al tiempo que hacía un caluroso elogio de la obra. No obstante, y a pesar de la favorable acogida dispensada por Zapata, la Anatomía galénico-moderna de Porras fue criticada inmediatamente después de su aparición por Martín Martínez, otro médico de los llamados novatores, que en 1717 publicó, con algo de ironía en el título, Anatomía compendiosa y noches anatómicas en que, después de defender al doctor don Manuel de Porras, de las imposturas, que algunos copiantes, y correctores de imprenta le han metido intrusas en su libro, intitulado Anatomía Galénico-moderna, se explica con brevedad y claridad la historia anatómica del hombre.
Lo que Martín Martínez reprochaba al libro es la utilización de un habla «culta latini-parla, que necesita Vocabulario» para hacerse entendible, algo que, decía, no creía que se pudiese atribuir al doctor Porras, de quien decía saber que en su modo de hablar se acomodaba al de sus estudiantes para enseñarlos y no confundirlos; pero entre los términos que repudiaba y atribuía a los correctores de imprenta, figuraban voces como 'excretar', 'intestino', 'lóbulo', 'ether',  'agitación', o 'rotación', para las que prefería 'excrementar', 'interno', 'trozo', 'fuego elementar', 'sacudimiento' y 'acción de rodar'; y también otras como 'pubescentes' —por 'casaderas'— o 'dorso', empleado por Porras en lugar de 'espalda'. Sirviéndose de la forma de diálogo didáctico-burlesco entre un cirujano, que habiendo estudiado la anatomía en los viejos tratados del doctor Porras y manejándose bien con ellos era incapaz de comprender la jerigonza de la que hacía gala en el último, y el médico dispuesto a explicarle el significado de los términos empleados en él y enmendar su uso, Martínez hacía leer al cirujano, en el comienzo del tratado de Porras, que las partes del cuerpo humano se dividen en «huesos, cartilagines», a lo que el médico inmediatamente le interrumpía: «Hijo, di ternillas, o en todo rigor cartílagos, que en Castellano en añadiendo un s le haces plural».

## Obra
- Médula de cirugía y examen de cirujanos, Madrid, 1691 (con numerosas reediciones en el siglo XVIII). Cartilla compuesta a base de preguntas y respuestas para favorecer su memorización y la superación del examen.[5]
- Anatomía Galénico-Moderna, Madrid, en la Imprenta de Música por Bernardo Peralta, 1716